# Ludovico Lazzarelli
Ludovico Lazzarelli, latinisiert Ludovicus Lazarellus, (* 4. Februar 1447; † 23. Juni 1500) war ein italienischer Humanist und Poet der Renaissance.
Lazzarelli ist Verfasser einiger lateinischer Werke wie dem enzyklopädischen Lehrgedicht über die antiken Götter De gentilium deorum imaginibus, dem in der Nachfolge Ovids stehenden religiösen Festkalender Fasti Christianae Religionis und dem philosophischen Dialog der hermetischen Schrift Crater Hermetis.
Seit 2009 ist eine Edizione nazionale delle opere in Vorbereitung.

## Schriften
- Fasti Christianae Religionis, ed. Marco Bertolini, Napoli 1991, ISBN 88-7092-073-9
- De gentilium deorum imaginibus, ed. Claudia Corfiati, Messina 2006, ISBN 88-87541-44-2
- The Hermetic Writings and Related Documents, ed. Wouter J. Hanegraaff & Ruud M. Bouthoorn, Tempe 2005 (Medieval and Renaissance Texts & Studies 281), ISBN 0-86698-324-4
- Opere ermetiche, ed. Claudio Moreschini & Maria Paola Saci, Pisa-Roma 2009 (Edizione nazionale delle opere di Ludovico Lazzarelli 1), ISBN 978-88-6227-161-5